# Gagea artemczukii
Gagea artemczukii là một loài thực vật có hoa trong họ Liliaceae. Loài này được Krasnova miêu tả khoa học đầu tiên năm 1972.